# Luis Hernández Sandoval
Luis Gerardo Hernández Sandoval (1958) es un profesor, botánico y explorador mexicano.

## Biografía
Es licenciado en Biología, Universidad Autónoma Metropolitana, Iztapalapa, con un seminario de investigación: "Regeneración de un Manglar (Laguna de la Mancha, Actopan, Veracruz)”; y obtuvo su Ph.D. en botánica sistemática, en la Universidad de Texas en Austin, defendiendo la tesis doctoral: “Character analysis of the American Genera of Asparagales, a systematic study of Beaucarnea (Nolinaceae) and the taxonomic revision of Hemiphylacus (Hyacinthaceae)”.
Es profesor investigador de la Universidad Autónoma de Querétaro, desde 1994; y a partir de enero de 2006 director de investigación y posgrado . Realiza estudios en sistemática y evolución de la morfología del orden Asparagales, y análisis y valoración de la diversidad florística de la Sierra Madre Oriental y el centro de México.

## Algunas publicaciones
- a Martínez-Rocha, p Rosa, L Hernández-Sandoval, f Loarca, s Mendoza. 2008. Antioxidant and antimutagenic activities of Mexican oregano ( Lippia graveolens Kunth). Plant Foods for Human Nutrition. 63:1-5

- m Martínez, l Hernández-Sandoval. 2007. Una nueva especie de Chaunanthus (Cruciferae) endémica de Querétaro, México. Acta Botánica Mexicana 81:1-7

- a Vovides, m Pérez-Farrera, b Scutzman, c Iglesias, l Hernández-Sandoval, m Martínez. 2004. A new species of Ceratozamia (Zamiaceae) from Tabasco and Chiapas, México. Bot. J. of the Linnean Society 146:123-128

- l Hernández Sandoval, s. Zamudio. 2003. Two new remarkable Nolinaceae from Central Mexico. Brittonia 55 (3):226-232

- r Galván, l Hernández Sandoval.2002. Agave garcia-mendozae a new species from Central México. Cactus and Succulent Journal 74 (4):188-191

### Libros
- Miguel A. Pérez Farrera, Andrew P Vovides, Dolores González, Luis Hernández-Sandoval, Mahinda Martínez. 2007. Morphological and Genetic Variation of the Ceratozamia miqueliana H.Wendl. Species Complex (Cycadales, Zamiaceae)/ Variación morfológica y genética del complejo Ceratozamia miqueliana H.Wendl. (Cycadales, Zamiaceae). Proc. of Cycad 2005: The 7th International Conference on Cycad Biology. The New York Botanical Garden

- L Hernández-Sandoval, J Treviño, A Mora, m Martínez. 2005. Diversidad florística y endemismos. En Historia Natural de la Reserva de la Biosfera El Cielo, Tamaulipas, México. Pp. 244.259. Universidad Autónoma de Tamaulipas, México. ISBN 968-7662-67-0

- R Pineda, M Domínguez, L Hernández-Sandoval, E Ventura. 2005. Microcuencas y Desarrollo Sustentable: Tres casos en Querétaro. Ed. U. Autónoma de Querétaro- SEMARNAT, Querétaro. 227 p. ISBN 968-845-266-1

- JO Baltazar, M Martínez, L Hernández-Sandoval. 2004. Guía de plantas comunes del Parque Nacional “El Cimatario” y sus alrededores. Ed. U. Autónoma de Querétaro, México. 86 pp. ISBN 968-845-246-7

- Raúl Pineda López, L Hernández-Sandoval. 2000. La Microcuenca Santa Catarina, Querétaro: estudios para su conservación y manejo. Serie químico-biológicas. Ed. U. Autónoma de Querétaro. 147 pp.

## Honores
- Primer Lugar, “IV Simposium de Investigación Estudiantil” con el alumno Víctor Rodríguez por el trabajo Análisis cladístico del género Rhynchostele. 2002
- Segundo Lugar, “IV Simposium de Investigación Estudiantil” con la alumna Karla Pelz Serrano por el trabajo Análisis anatómico morfológico de tres especies de Cheilantes. 2002
- Tercer Lugar, “IV Simposium de Investigación Estudiantil” con el alumno Eduardo Ponce Guevara por el trabajo Sinonimia de algunas especies del género Opuntia. 2002
- Tercer lugar, “Premio Alejandrina a la investigación, Querétaro” Área de Medio Ambiente 2001
- Primer lugar, “Premio Alejandrina, a la investigación, Querétaro” Área de Ecología 1999
- Primer lugar en el certamen "General y Lic. Bernardo López García" a la investigación de excelencia, 1995. Universidad Autónoma de Tamaulipas
- Primer lugar en el certamen "General y Lic. Bernardo López García" a la investigación de excelencia, 1994. Universidad Autónoma de Tamaulipas

### Membresías
- Sociedad Botánica Mexicana, Miembro Regular. 1981
- Academia Regional de Investigadores en Flora y Fauna de la Región Centro Sur de la República Mexicana ARIFF. 1996
- Society of Biology, miembro regular. 1991-1993
- American Society of Plant Taxonomists, miembro regular. 1991-1995
- Botanical Society of America, miembro regular. 1991-1993
- International Organization for the study of Succulents. 1990-1993
- Consejo Nacional para la Flora de México A.C. 1987-
- Asociación Ecológica Tamaulipeca, fundador y presidente. 1987-1988
- Society for Economic Botany, miembro regular. 1984-1992
- Ethnobiological Society, miembro regular. 1984-1988
- Asociación Mexicana de Jardines Botánicos A.C. Miembro fundador. 1983
- Encargado de la colección botánica de la Universidad Autónoma de Querétaro. 2016-

### Epónimos
- (Asteraceae) Ageratina hernandezii B.L.Turner [2]
- (Cactaceae) Bartschella hernandezii (Glass & R.A.Foster) Doweld [3]
- (Proteaceae) Panopsis hernandezii L.E.Gut. [4]

- La abreviatura «L.Hern.» se emplea para indicar a Luis Hernández Sandoval como autoridad en la descripción y clasificación científica de los vegetales.[5]